# Sahle Dengel
Sahle Dengel bio je etiopski car (neguš negasti) između 1832. – 11. veljače 1855., u nesretnom periodu za Etiopiju zvanom Zemene Mesafint (Doba prinčeva). On je bio sin Gebre Mesaja, navodnog potomka mlađeg sina cara Fasilidesa.
Sahle Dengel bio je u velikoj mjeri samo marioneta u rukama svog regenta, Ras Alija II. člana vladarske obitelji iz plemena Oromo iz okruga Jedžu. Eduard Rüppell, koji je posjetio etiopski glavni grad Gondar 1833., zabilježio je da car ima tako skroman prihod, koji je jedva nešto veći od prosječno siromašnog etiopljanina, a da rasovi pokrajine Tigraj, pokrajina Shoe i Amhare nisu u mogućnosti stati na kraj stalnim sukobima i krvoprolićama.
Sahle Dengela na tron je postavio moćni Ras Ali II, ali su njegovi svećenici posumnjali u vjersku ispravnost Sahle Dengela, i uvjerili njegova patrona Ras Alija II da ga treba ukloniti. Ras Ali II, poslušao je njihov savjet, te poslao Sahle Dengela u progonstvo u Zengaj, a njegova brata Gebre Krestosa, vratio iz progonstva na otoku Mitraha (Jezero Tana), te ga postavio za cara. No Gebre Krestos je umro nakon svega tri mjeseca, tako da je Ras Ali II ponovno u listopadu 1832., vratio Dengela na tron. U to isto vrijeme, jedan monah po imenu Egvale Anbesa javno je objavio svoje pravo na carski etiopski tron, pozivajući se na jednu od legendi, da će samo car Teodor vratiti Etiopiji mir. Sahle Dengel se iskrao iz svog dvora u Gondaru, otišao do kampa gdje je bio Anbesa, i odrezao mu glavu, - koju je kasnije izložio na stablu, da je svi gledaju.
Nakon smrti rasa Kinfuja, etiopski gospodari rata, brojni rasevi borili za kontrolu svojih posjeda u Godžamu. Na kraju je lukava i moćna majka Alija II od Jedžua Menen Liben Amede uspjela nadvladati sve protivnike, ona je u Bitci kod Čenti Bera (listopad 1839.), uspjela pobijediti i zarobiti Kinfujevog rođaka Valdu Teklea. Nedugo nakon toga, ona je svrgnula Sahle Dengela s trona 29. kolovoza 1840. u korist svog novog muža Ivana III. 
Novo ustoličeni car Ivan III., je ubrzo razljutio svog protektora Alija II, jer je dao prednost njegovom protivniku Vube Haile Marjamu, tako da je on ubrzo nakon toga u oktobru 1841. ponovno vratio na tron Sahle Dengela. 
Sahle Dengel se održao na tronu do 1848., jer ga je tad Gošu Zevde zatekao u Gondaru kao rasa.
Ivan III. nekako se uspio vratiti na tron oko 1850., ali je već 1851. svrgnut, opet od Sahle Dengela. No Johanes III nije se time mirio, tako da su on i Sahle Dengel vladali rascjekanim dijelovima smanjenog Etiopskog Carstva, sve dok na scenu nije stupio Tevodros II. koji je dokinuo to stanje zvano Zemene Mesafint. 

## Pisma Sahle Dengela
Iako je bez stvarne moći i vlasti, Sahle Dengel pisao je raznim utjecajnim osobama izvan Etiopije koristeći se carskim naslovom i pečatom. Postoji čitav paket njegovih pisama, tako je on pisao anglikanskom biskupu Jeruzalema Samuelu Gobatu u travnju 1848., molivši ga za pomoć pri obnovi etiopskog vlasništva nad samostanom Dar-es-Sultan. On je pisao i britanskoj kraljici Viktoriji i molio je da svojim utjecajem utiče na valiju Egipta - Muhamed Alija da ovaj povuče svoju vojsku iz Etiopije i Gondara.